# St. Kalixtus (Riesenbeck)

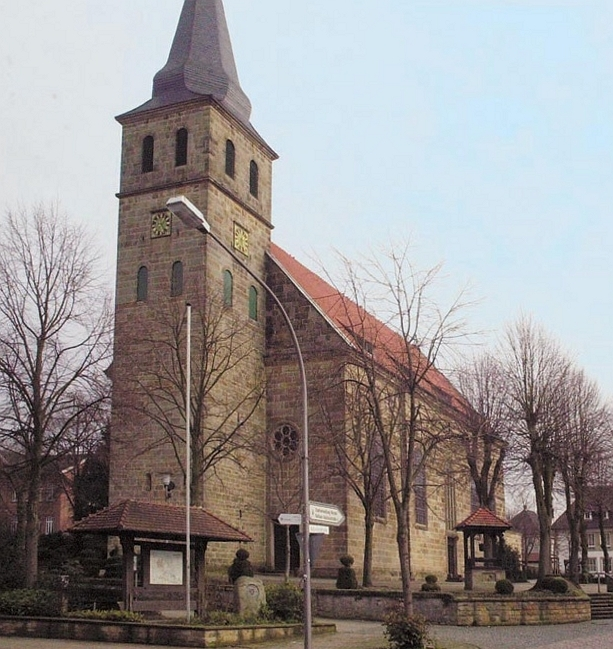
St. Kalixtus

Die römisch-katholische Pfarrkirche St. Kalixtus ist ein denkmalgeschütztes Kirchengebäude in Riesenbeck. Sie ist Filialkirche der Gemeinde St. Reinhildis in Hörstel im Dekanat Ibbenbüren des Bistums Münster.

## Geschichte
Die erste Kirche vom Ende des 10. Jahrhunderts war wohl eine Holzkapelle. Sie wird als Abzweig der Urpfarrei, der Christuskirche Ibbenbüren vermutet.
Von der romanischen Kirche aus dem 12. Jahrhundert mit mehreren Erweiterungen blieb nur der Westturm mit schwarzem Dach erhalten. Sie wurde 1807 abgebrochen.
Die neue Kirche wurde unter der Leitung eines Baumeisters Thiele aus Mettingen in den Jahren 1807 bis 1809 errichtet. Sie ist ein klassizistischer Saalbau. Das Gewölbe besteht aus fünf Jochen. Die Gewölbelasten werden ohne Strebepfeiler in das Mauerwerk abgeleitet. Das Mauerwerk besteht aus Riesenbecker Sandsteinquadern. Am 26. November 1809 erfolgte die Einweihung der Kirche durch den Münsterschen Weihbischof Caspar Max Freiherr zu Droste Vischering.
Der Turm wurde 1850 mit einem Zwiebelhelm aufgestockt. Bis 1938 gab es den Brauch des Baierns, wobei die Glocken nach  festgelegten Rhythmus geschlagen wurden.
Die Ausmalung des Innenraums von 1920 wurde bei einer Renovierung 1965 mit einem weißen Anstrich übermalt. Bei einem größeren Umbau im Jahr 1969 wurden der  Hochaltar, das Chorgestühl und die Kommunionbänke entfernt. Der Altar wurde gemäß den Richtlinien des Zweiten Vatikanischen Konzils vorgezogen. An der Nordseite wurde eine größere Sakristei angebaut. Weitere Renovierungen wurden 1989 und 2009 vorgenommen.

## Orgel

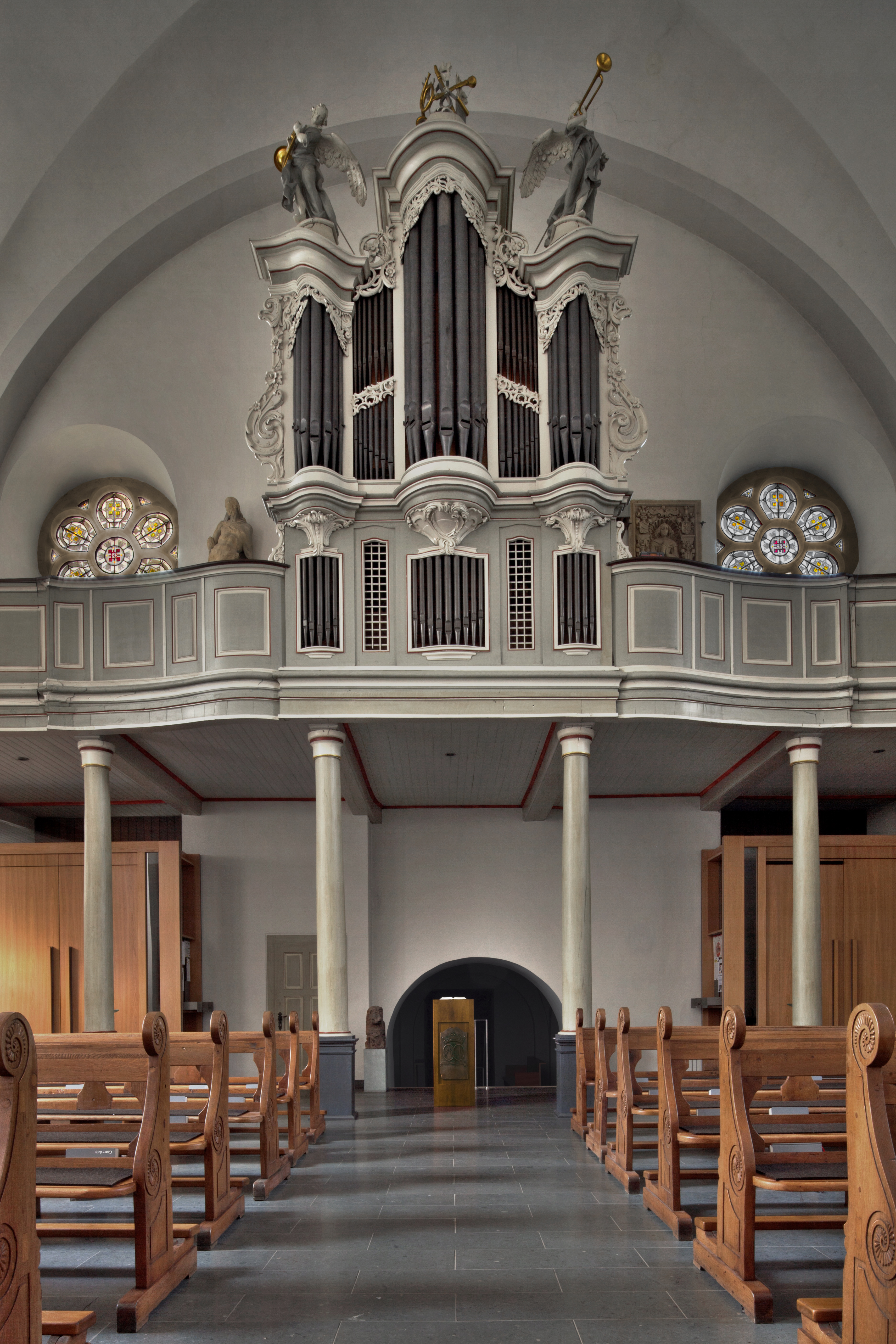
Die Orgel in St. Kalixtus

Der Orgelprospekt stammt aus dem Franziskanerkloster Aschendorf. Die Orgel wurde 1779 gebaut. Das Kloster wurde bei der Säkularisation 1803 aufgelöst und der Prospekt der Riesenbecker Kirche geschenkt. Die Orgel wurde 1940 als nicht mehr bespielbar eingestuft. Eine neue Orgel wurde 1923 von der Werkstatt Breil aus Dorsten gebaut. Sie wurde in dem nicht veränderten Gehäuse mit den historischen Prospektpfeifen untergebracht. 1979 wurde die Orgel umfangreich erneuert. Das Schleifladen-Instrument hat 23 Register auf zwei Manualwerken und Pedal. Die Spieltrakturen sind mechanisch, die Registertrakturen sind elektrisch.
| I Hauptwerk C– |        |
| Bordun         | 16'    |
| Prinzipal      | 08'    |
| Hohlflöte      | 08'    |
| Oktave         | 04'    |
| Rohrflöte      | 04'    |
| Gemshorn       | 02'    |
| Mixtur IV-VI   | 01 ⁄3' |
| Trompete       | 08'    |

| II Schwellwerk C– |         |
| Gedackt           | 08'     |
| Gambe             | 08'     |
| Prinzipal         | 04'     |
| Blockflöte        | 04'     |
| Oktave            | 02'     |
| Terz              | 01 3⁄5' |
| Quinte            | 01 ⁄3'  |
| Scharff IV        | 01 ⁄3'  |
| Hautbois          | 08'     |
| Tremolo           |         |

| Pedalwerk C– |     |
| Subbaß       | 16' |
| Oktavbaß     | 08' |
| Pommer       | 08' |
| Choralbaß    | 04' |
| Mixtur III   | 02' |
| Fagott       | 16' |

- Koppeln II/I, I/P, II/P

## Ausstattung
- Torso des auferstandenen Christus, vom Barockbildhauer Johann Gröninger
- Einige Figuren aus dem 19. Jahrhundert
- Zwei musizierende Engel. Die Figuren sind über 200 Jahre alt, es wurde vom Bischöflichen Generalvikariat eine außergewöhnliche bildhauerische Qualität bescheinigt. Diese Jünglingsengel sind im Stil des Rokoko gehalten.

## Grabplatte
Im Inneren der Kirche ist die Grabplatte der Reinhild von Westerkappeln, einer Heiligen und Märtyrin, ausgestellt. Die Platte ist eines der ganz seltenen Grabmonumente des 12. Jahrhunderts mit einem Bild der Verstorbenen. Die Darstellung zeigt, wie die Seele der Reinhild von einem Engel empfangen wird. In einer Umschrift wird vom Tod der Reinhild berichtet.